# 六日町温泉
六日町温泉（むいかまちおんせん）は、新潟県南魚沼市にある温泉。なお、六日町温泉は上の原高原温泉、五十沢温泉、畔地温泉とともに「六日町温泉郷」を構成する4温泉の一つで国民保養温泉地に指定されている。

## 泉質
- 塩化物泉
  - 源泉温度51〜53℃

## 温泉街
六日町駅・六日町宿周辺に温泉が分布しており、東側の魚野川沿いの坂戸地区、西側の八箇峠麓の西山地区など宿泊施設が広く分布する。旅館は14軒存在する。
六日町大橋のたもとと上の原菖蒲園内に無料の足湯がある。共同浴場は1軒、駅前に「六日町中央温泉」（かつては銭湯だった）が存在し、2011年に閉鎖していたが、2012年に駅前に程近い国道17号沿いの場所へ移転。「湯らりあ」という名前で営業している。
駅から少し離れるが、この地域では旅館で日帰り入浴を行っているところも数箇所あり、中でも「龍氣」と言う施設には天然温泉の他に特許を取得した「薬石風呂」（特許No. 3987502号）や、からだが浮き上がるほどの濃塩湯につかる「うたたねの湯」という変わった設備があり、近郊・遠方共に愛好者が多い。
また、他の旅館もそれぞれに風情ある入浴設備を持っており 地域の天然温泉を楽しむことができる。
NHKで放映された連続テレビ小説「こころ」の舞台ともなった。
2000年（平成12年）からは、冬場を除く毎週日曜に朝市が開催されている。

## 歴史
1957年（昭和32年）秋、天然ガス試掘のボーリング中に温泉が湧出したのが始まり。
7年後の1964年（昭和39年）6月11日には、厚生省告示第269号により国民保養温泉地に指定。

## アクセス
公共交通
- JR上越線・北越急行ほくほく線 六日町駅下車すぐ。

## 周辺
- 坂戸城
- 直江兼続公伝世館
- 雲洞庵
- ムイカスノーリゾート